# إيان بوزويل
إيان بوزويل (بالإنجليزية: Ian Boswell) (و. 1991  م) هو راكب دراجة هوائية، من الولايات المتحدة، ولد في بيند، يلعب كمتخصص التسلق ‏، وثاقب ‏.

## سباقات أو مراحل فاز بها
| التاريخ        | السباق                                  | المركز                                                                  |
| -------------- | --------------------------------------- | ----------------------------------------------------------------------- |
| 22 أغسطس 2010  | طواف يوتا 2010                          | المركز الثالث                                                           |
| 01 سبتمبر 2012 | تور دي أفينير 2012                      | الخامس في التصنيف العام، السابع في تصنيف النقاط، الثامن في تصنيف الجبال |
| 17 مايو 2015   | طواف كاليفورنيا 2015                    | السابع في التصنيف العام                                                 |
| 28 يناير 2017  | تروفيو أندراتكس-ميرادور ديس كولومر 2017 | الثامن في التصنيف العام                                                 |
| 26 مارس 2017   | كوبي وبارتالي 2017                      | السادس في التصنيف العام                                                 |
| 20 مايو 2017   | طواف كاليفورنيا 2017                    | العاشر في تصنيف النقاط، الخامس في التصنيف العام، السابع في تصنيف الجبال |

## روابط خارجية
- إيان بوزويل على موقع الاتحاد الدولي للدراجات (الإنجليزية)
- إيان بوزويل على موقع أرشيف الدراجات (الإنجليزية)
- إيان بوزويل على موقع إحصائيات الدراجات الإحترافية (الإنجليزية)
- إيان بوزويل على موقع نسبة الدراجات (الإنجليزية)
- إيان بوزويل على موقع CycleBase (الإنجليزية)